# Scott Peters (político)
Scott Harvey Peters (Springfield, Ohio; 17 de junio de 1958) es un abogado y político estadounidense que se desempeña como representante de los Estados Unidos por el 50.º distrito congresional de California desde 2023. Representó al 52.º distrito congresional de California entre 2013 y ese año.
Miembro del Partido Demócrata, sirvió dos mandatos en el Concejo Municipal de San Diego de 2000 a 2008, y fue la primera persona en ocupar el cargo de presidente del concejo municipal (2006-2008). También se desempeñó como comisionado del Puerto Unificado de San Diego antes de convertirse en miembro del Congreso.

## Biografía

### Primeros años, educación y carrera
Nació en 1958 en Springfield, Ohio. Fue criado en Míchigan. Su padre era un ministro luterano y su madre era ama de casa. Ha dicho que obtuvo préstamos estudiantiles y participó en el programa de trabajo y estudio de su escuela, a través del cual obtuvo trabajos contestando teléfonos y limpiando jaulas de palomas. Recibió su título universitario en la Universidad de Duke.
Se desempeñó como economista en el personal de la Agencia de Protección Ambiental, y luego obtuvo un título de JD en la Facultad de Derecho de la Universidad de Nueva York. Antes de su elección para el concejo municipal, trabajó como abogado adjunto del condado de San Diego y como abogado en práctica privada enfocándose en la ley ambiental. Ganó notoriedad en una demanda contra un constructor naval local.

### Gobierno de California

#### Comisión Costera de California
En 2002, fue designado miembro de la Comisión Costera de California. Fue "retirado involuntariamente" en 2005 cuando el nuevo presidente de la Asamblea Estatal, Fabián Núñez, no renovó su nombramiento.

#### Consejo municipal
En 2000, se postuló para el primer distrito del Concejo Municipal de San Diego. En la primaria abierta, ocupó el segundo lugar con el 24 % de los votos, clasificándose para las elecciones generales de noviembre. La empresaria Linda Davis ocupó el primer lugar con el 32 % de los votos. Peters derrotó a Davis, 53 % a 47 %.
En las primarias abiertas de 2004, quedó primero con el 48 % de los votos. El empresario Phil Thalheimer ocupó el segundo lugar con el 31 % de los votos. En las elecciones de noviembre, Peters fue reelegido, derrotando a Thalheimer 55 a 45.

### Cámara de Representantes de Estados Unidos

#### Elecciones
- 2012: se postuló para el distrito 52 recién rediseñado en 2012. El distrito había sido previamente el distrito 50, representado por el titular republicano Brian Bilbray. En el último mes de la carrera, Peters prestó $ 1,25 millones para su propia campaña.[18] En la primaria abierta, Bilbray ocupó el primer lugar con el 41 % de los votos. Peters ocupó el segundo lugar con el 23 % de los votos, calificando para la boleta electoral de las elecciones generales de noviembre. Superó por poco a la asambleísta estatal Lori Saldaña, una colega demócrata. Todos los demás candidatos recibieron porcentajes de un solo dígito.[19] Durante las primarias, Peters recibió el respaldo del congresista retirado Bob Filner del vecino distrito 51.[20]  En la noche de las elecciones, la votación estuvo demasiado reñida para llamar, pero la pequeña ventaja de Peters aumentó cada día a medida que se procesaban más boletas en ausencia, de voto por correo y provisionales. El 16 de noviembre, Bilbray concedió la elección a Peters.[21]

- 2014: En las primarias de junio de 2014, tres republicanos se opusieron a Peters. Peters fue el que más votos obtuvo con un 42 %. Bajo el sistema primario de los "dos primeros" de California, se enfrentó al finalista en segundo lugar, el exconcejal de la ciudad Carl DeMaio, en las elecciones generales de noviembre.[22] Peters fue miembro del Programa de Primera Línea del Comité de Campaña del Congreso Demócrata. El programa está diseñado para ayudar a proteger a los candidatos demócratas vulnerables.[23] En agosto, recibió el respaldo de la Cámara de Comercio de Estados Unidos, que suele respaldar a los republicanos.[24][25] Contó con el apoyo de 100 PAC que habían apoyado al titular republicano, Brian Bilbray, en el ciclo anterior.[26] En la noche de las elecciones, el resultado estuvo demasiado cerca para anunciarlo, con DeMaio adelante por 751 votos. Durante los días siguientes, Peters tomó la delantera. El 16 de noviembre, tenía una ventaja de 4 491 votos y Associated Press lo declaró como ganador.[27] El resultado final fue Peters del 51,59 %.[28]

#### Mandato
Apoyó la reautorización de la Ley de violencia contra la mujer a principios de 2013. En abril de ese año, votó a favor de la Ley de Protección e Intercambio de Inteligencia Cibernética, un proyecto de ley que permitiría a las agencias federales de inteligencia compartir inteligencia e información de ciberseguridad con entidades privadas y empresas de servicios públicos. Copatrocinó la Ley BREATHE en marzo de 2013. En mayo, votó en contra de la derogación de la Ley de Protección al Paciente y Cuidado de Salud a Bajo Precio. El mismo año, copatrocinó la Ley de No Discriminación Estudiantil. En octubre de 2013, fue uno de los nueve copatrocinadores demócratas de H. R. 3425, una propuesta fallida para retrasar las sanciones en virtud de la PPACA hasta cuatro meses después de que el sitio web del programa estuviera en pleno funcionamiento. A fines de 2013, había votado de la misma manera que el presidente de la Cámara, John Boehner, nueve de las 16 veces que este había emitido un voto.